# 구례 구 방광국민학교 교사
구례 구 방광국민학교 교사(求禮 舊 放光國民學校 校舍)은 대한민국 전라남도 구례군 광의면 수월리에 있는 건축물이다. 2004년 12월 31일 대한민국의 국가등록문화재 제121호로 지정되었다.

## 개요
1947년에 건립된 이 건물은 전통한옥의 형태와 개량식 기법이 함께 나타나 전통건축이 사회변화에 따라 변화하는 문화변용의 한 단면을 볼 수 있다.

## 같이 보기
- 방광초등학교

## 참고 자료
- 구례 구 방광국민학교 교사 - 국가유산청 국가유산포털